# Maria Vittoria De Fornari Strata
Maria Vittoria De Fornari Strata (Génova, 1562 – Génova - 15 de dezembro de 1617) foi uma freira italiana fundadora da Ordem da Santíssima Anunciação, das chamadas Monjas da Anunciação Celeste ou Irmãs Celestes, dedicada ao mistério da Encarnação de Jesus Cristo por meio do anúncio do Gabriel à Santíssima Virgem Maria.
Foi beatificada em 1828 pelo Papa Leão XII.
O seu corpo incorrupto venera-se na Igreja do Mosteiro da Santíssima Anunciação de San Cipriano (Serra Riccò), próximo da cidade de Génova, na Itália.

## Vida
Maria Vittoria nasceu em 1562 em Génova, como a sétima das nove crianças de Girolamo Fornari e Bárbara Veneroso.

### Casamento e Vida Religiosa
Maria Vittoria casou-se com Angelo Strata em 21 de março de 1579 e teve seis filhos: Angela, Bárbara, Giuseppe, Leonardo,   Alessandro e Angelo. No final de 1587, o marido adoeceu e morreu pouco depois, em 30 de novembro de 1587. Ela estava grávida de seu último filho, a ponto de ficar viúva e decidiu nomeá-lo em homenagem ao falecido cônjuge.
Vittoria queria encontrar outro cônjuge devido a seus filhos, exigirem maior cuidado paternal, mas ela teve uma visão, em que a Virgem Maria, a instruira a seguir a vida na castidade.
Após entrar para a vida religiosa, Maria vittoria fondou a Ordem da Santíssima Anunciação, aprovada em 5 de agosto de 1604 pelo Papa Clemente VIII, sobre a Regra de Santo Agostinho.

### Morte
Maria Vittoria morreu no dia 15 de dezembro de 1617, por uma doença pulmonar, após ter previsto sua própria morte.